# 東玉出停留場
東玉出停留場（日语：／ Higashi-Tamade teiryūjō */?）是一個位於日本大阪府大阪市西成區玉出東，屬於阪堺電氣軌道阪堺線的停留場。車站編號為HN59。

### 車站構造
夾著平交道2面2線的地面車站。

## 相鄰停留場
阪堺電氣軌道
■阪堺線
天神之森（HN58）－東玉出（HN59）－塚西（HN60）